# トレンカルニル

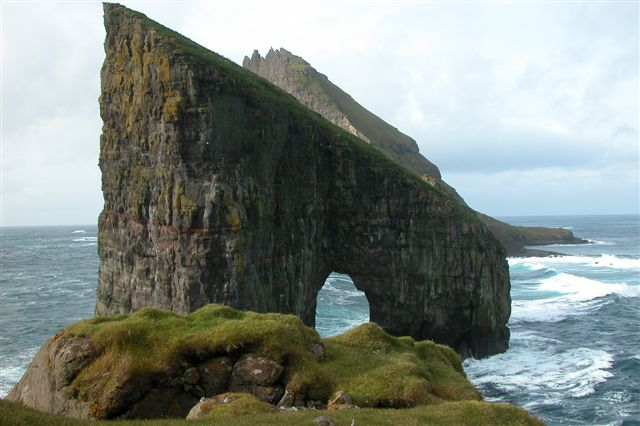
トレンカルニルとティントホルムル(2005年10月)

トレンカルニル（フェロー語: Drangarnir）は、デンマーク自治領のフェロー諸島西部のティントホルムル島とヴォーアル島に挟まれた2本の海食柱である。
南東のストール・トランクル（Stóri Drangur、大海食柱)と北西のリトリ・トランクル（Lítli Drangur、小海食柱）から成る。